# Александър Пушкин (офицер)
Александър Александрович Пушкин (на руски: Александр Александрович Пушкин) е руски офицер, генерал от кавалерията. Участник в Руско-турската война (1877 – 1878).

## Биография
Александър Пушкин е роден на 6 юли 1833 г. в Санкт Петербург в семейството на потомствените дворяни световноизвестния руски поет Александър Сергеевич Пушкин и Наталия Николаевна Пушкина. Той е тяхното 2-ро дете и 1-ви син.
Учи във 2-ра Санктпетербургска гимназия и Пажеския корпус (1848 – 1851). Произведен е във военно звание корнет с назначение в Гвардейския конен полк, където командир е вторият му баща П. Ланский. През 1870 г. е назначен за командир на 15-и Нарвски хусарски полк с повишение във военно звание полковник.
Участва в Руско-турската война (1877 – 1878) в състава на 13-а кавалерийска дивизия. Полкът действа като бойна част на Османпазарския руски отряд с командир генерал-майор Леонел Раден. Дислоциран е в района на село Кесарево със задача да осигури пътя Осман пазар – Търново. Участва в боевете при Елена и Котел.
Полковник Александър Пушкин е награден със златно оръжие „За храброст“ за освобождаването на град Елена. Кавалер на Орден „Свети Владимир“ IV ст. за освобождаването на град Котел. Всички войници на полка са наградени с паметен знак „За отличие в Турецкую войну 1877 – 1878“.
Повишен е последователно в звание генерал-майор от 1880 г., генерал-лейтенант от 1890 г. и генерал от кавалерията от 1911 г.
Години след балканската епопея, хусарите, участвали в нея под командването на Александър Пушкин, правят му паметен подарък – часовник с циферблат, на който вместо цифри са изгравирани названия на българските села и градове, в чието освобождаване е участвал техният полк.
На граждански длъжности Александър Пушкин се занимава с образованието в Русия, изследва живота и творчеството на знаменития си баща. Умира в Русия през 1914 г.